# Poederspecht
De poederspecht (Mulleripicus pulverulentus) is een vogel die tot de familie spechten (Picidae) behoort. Hij komt voor in het Indisch subcontinent en Zuidoost-Azië en is waarschijnlijk de grootste nog levende spechtensoort. De poederspecht is een sociale vogel die meestal in groepen foerageert. Hij dankt zijn naam aan het fijne poeder dat zijn grijze verenkleed bedekt.

## Uiterlijke kenmerken
De poederspecht heeft een lichaamslengte van 48 tot 58 centimeter, een vleugelspanwijdte van 21,5 tot 25 centimeter en een gewicht van 360 tot 563 gram. De grote ivoorsnavelspecht (Campephilus principalis) en de keizerspecht (C. imperialis) uit Midden-Amerika zijn waarschijnlijk uitgestorven, waarmee de poederspecht de grootste specht ter wereld is.
De poederspecht heeft een ronde kop op een dunne nek. De forse snavel is opvallend lang: 6 tot 6,5 centimeter. De bovensnavel is grijs met een donkerdere richel en de ondersnavel is grijzig tot gelig. De snavelpunt is duidelijk donkerder. De staart is relatief lang en meet tussen de 13,4 en 16,2 centimeter. De poederspecht heeft een grijze oogring en blauwgrijze poten.
Het verenkleed is vrijwel geheel grijs en vertoont soms een blauwige tint. De onderzijde is wat lichter dan de bovenzijde en de staart en vleugels zijn het donkerst. De oorstreken en nek zijn wit gespikkeld en de borst is bedekt met lichtere vlekken. De veren op de keel zijn zeer kort en opvallend crème- of goudkleurig. Een ander kenmerk waarmee de poederspecht zich onderscheidt van de andere spechten is het fijne poeder dat zijn verenkleed bedekt en dat bestaat uit verpulverde donsveren en veerpunten. Ook duiven en papegaaien gebruiken een soortgelijk poeder om het verenkleed schoon te houden.

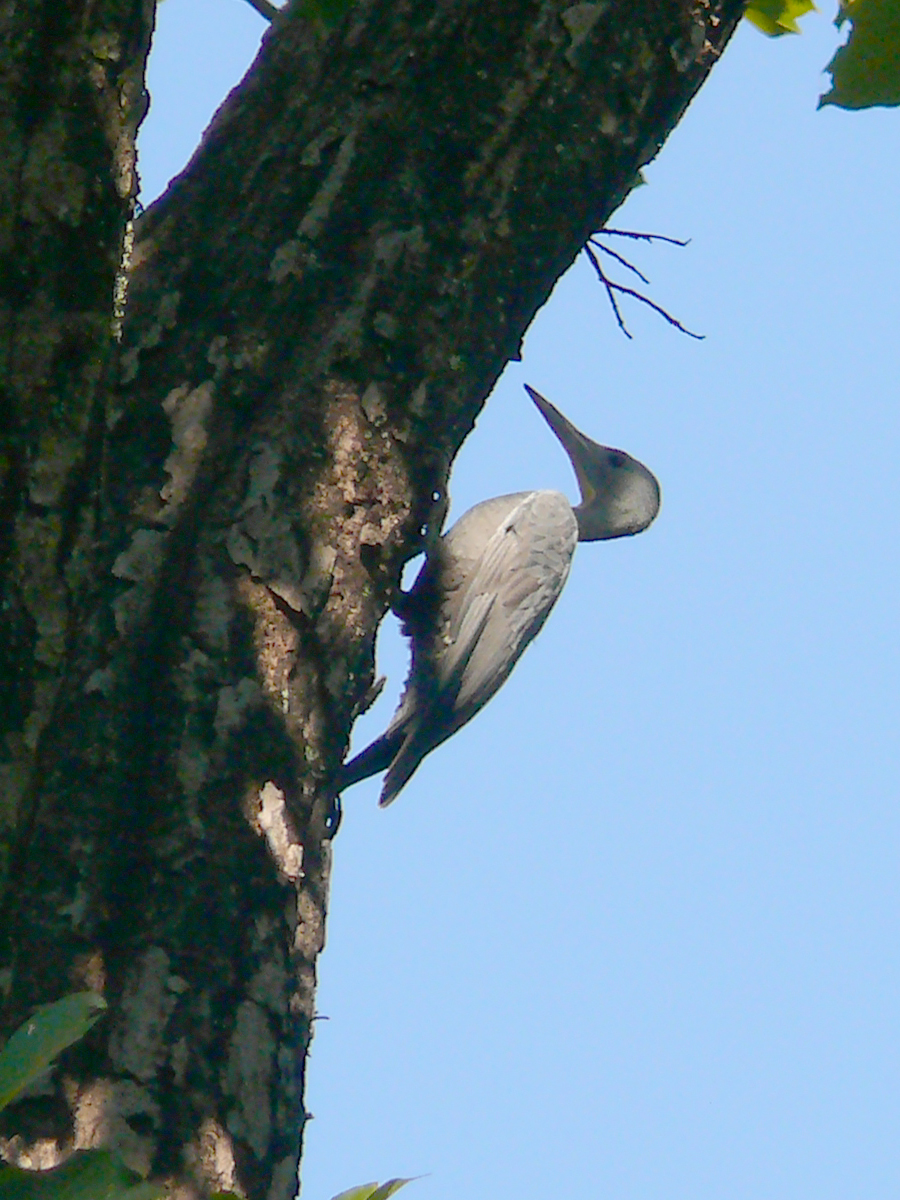
Bij het vrouwtje ontbreken de gekleurde wangvlekken

Er is weinig verschil tussen de seksen. Het mannetje is te herkennen aan een rode of roze wangvlek en de roze veerpunten op de keel. De hoeveelheid rood varieert per individu. Ook heeft hij een iets grotere snavel. De juveniel heeft een doffer verenkleed met meer vlekken op de borst. Met name de bovenzijde is bruiner van kleur. De keel is lichter gekleurd en de juveniel heeft lichte veerpunten op zijn kroon. Het juveniele mannetje heeft een rode baardstreep. Soms heeft hij wat rood op zijn kroon en rossige vlekken op het voorhoofd.

### Onderscheid met andere vogels
De poederspecht heeft een opvallende grootte en lichaamsbouw. Hierdoor is hij in zijn leefgebied relatief eenvoudig te onderscheiden van andere vogels. Een familie die in groepsformatie vliegt kan eerder worden verward met neushoornvogels dan met andere spechtensoorten.

## Gedrag en levenswijze
Poederspechten worden meestal gezien in groepen van drie tot zes vogels: een koppel en hun jongen van het vorige broedjaar. Groepen van meer dan twaalf vogels komen echter ook voor. Een familiegroep deelt gewoonlijk dezelfde voedselterritoria, waar ze gezamenlijk foerageren. De afstanden tussen deze territoria zijn vaak relatief groot. Wanneer ze tussen deze gebieden trekken, vliegen poederspechten op een geruime hoogte boven de bovenste boomlagen. Net als de meeste grote spechten heeft de poederspecht geen golvende vlucht. Hij fladdert luidruchtig, net als kraaien of neushoornvogels doen. In rust zit de poederspecht vaak als een zangvogel boven op een tak.

### Voedsel
Het hoofdvoedsel bestaat uit insecten, met name mieren. Ook andere boombewonende insecten en hun larven worden veel gegeten, zoals termieten, houtborende kevers en angelloze bijen. De poederspecht vult zijn dieet soms aan met kleine vruchten.
De poederspecht foerageert gewoonlijk in familieverband. Hij zoekt bij voorkeur insecten in de stam en grootste takken van grote, levende bomen, waaronder ook vrijstaande bomen in open landschappen. Soms foerageert hij ook op kleinere bomen of jonge scheuten. Een groep blijft zelden lang in hetzelfde gebied naar voedsel zoeken en trekt regelmatig over grote afstanden naar een ander voedselterritorium.

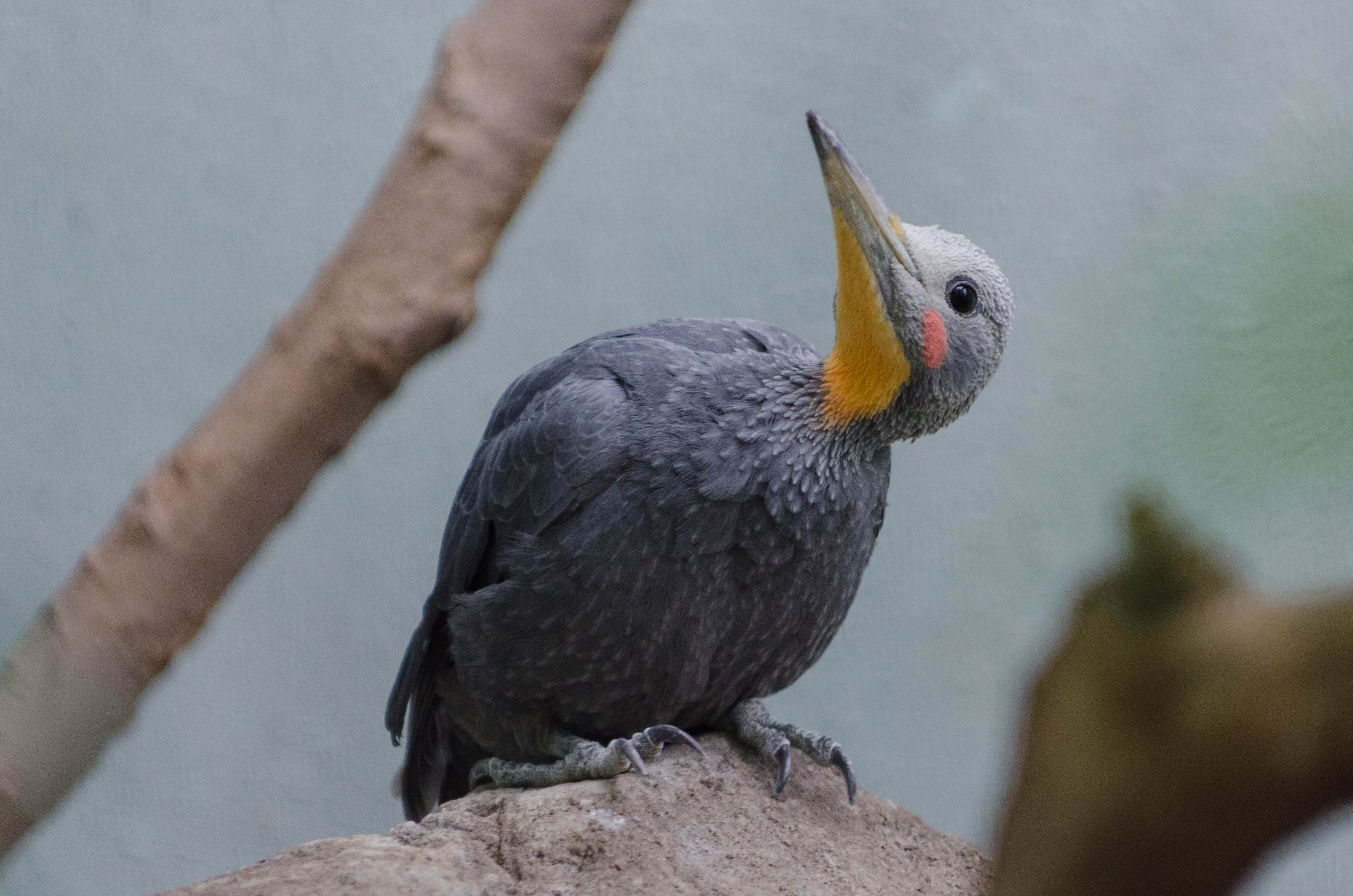
Met zijn slanke, beweeglijke nek en zijn grote snavel is de poederspecht goed toegerust bij zijn zoektocht naar insecten.

Tijdens het foerageren werkt de poederspecht gewoonlijk in een laag tempo van beneden naar boven, waarbij hij regelmatig stopt om veelbelovende gaten en scheuren te inspecteren. Hij gebruikt verschillende methodes om insecten te vinden. De meeste insecten pikt hij van de oppervlakte, waarbij hij met zijn slanke nek ook bij de moeilijk te bereiken plekken kan komen. Zijn korte nekveren en zijn bepoederd verenkleed bieden de poederspecht mogelijk bescherming tegen plakkerige substanties als hars en honing. De vogel haalt zijn voedsel ook uit de dieper gelegen delen. Hierbij verwijdert hij de schors of hamert hij met luide slagen gaten in het hout. Het vrouwtje heeft een iets kleinere snavel dan het mannetje en heeft daarom vaak wat meer tijd nodig dan het mannetje.
Soms foerageert een groep poederspechten gezamenlijk met witbuikspechten (Dryocopus javensis) en grote goudrugspechten (Chrysocolaptes guttacristatus). Deze zeer verschillende spechtensoorten gebruiken andere technieken om aan voedsel te komen, waardoor ze elkaar weinig beconcurreren. Neushoornvogels en boombewonende zoogdieren vormen mogelijk belangrijkere voedselconcurrenten.

### Geluid
De poederspecht is een groot deel van de dag erg beweeglijk en vocaal. In tegenstelling tot de meeste andere grote spechtensoorten klinkt zijn roep echter zacht en roffelt hij wellicht nooit. De standaardroep bestaat uit een serie van twee tot vijf klagende, jodelende geluiden, die klinken als woik of wwuk. De eerste toon wordt hoog ingezet en de volgenden lopen geleidelijk af. Soms laat de specht deze serie in een hoog tempo horen. Dit is een bevend geluid dat lijkt op het blaten van een geit, maar dan harder.
De poederspecht gebruikt meerdere piepende en miauwende contactroepen. Meestal slaakt hij, zowel in rust als tijdens de vlucht, een enkele dwot, met een variabele toonhoogte, lengte en volume. Andere contactroepen klinken als een zacht wik, wuu-ik of foe-iek. Broedparen communiceren soms met elkaar middels een zacht gemiauw. In conflictsituaties en bij bedreiging laat de poederspecht een scherp ta-wit of djiew-it horen, waarbij hij zijn kop naar voren en naar achteren beweegt.

## Voortplanting en ontwikkeling

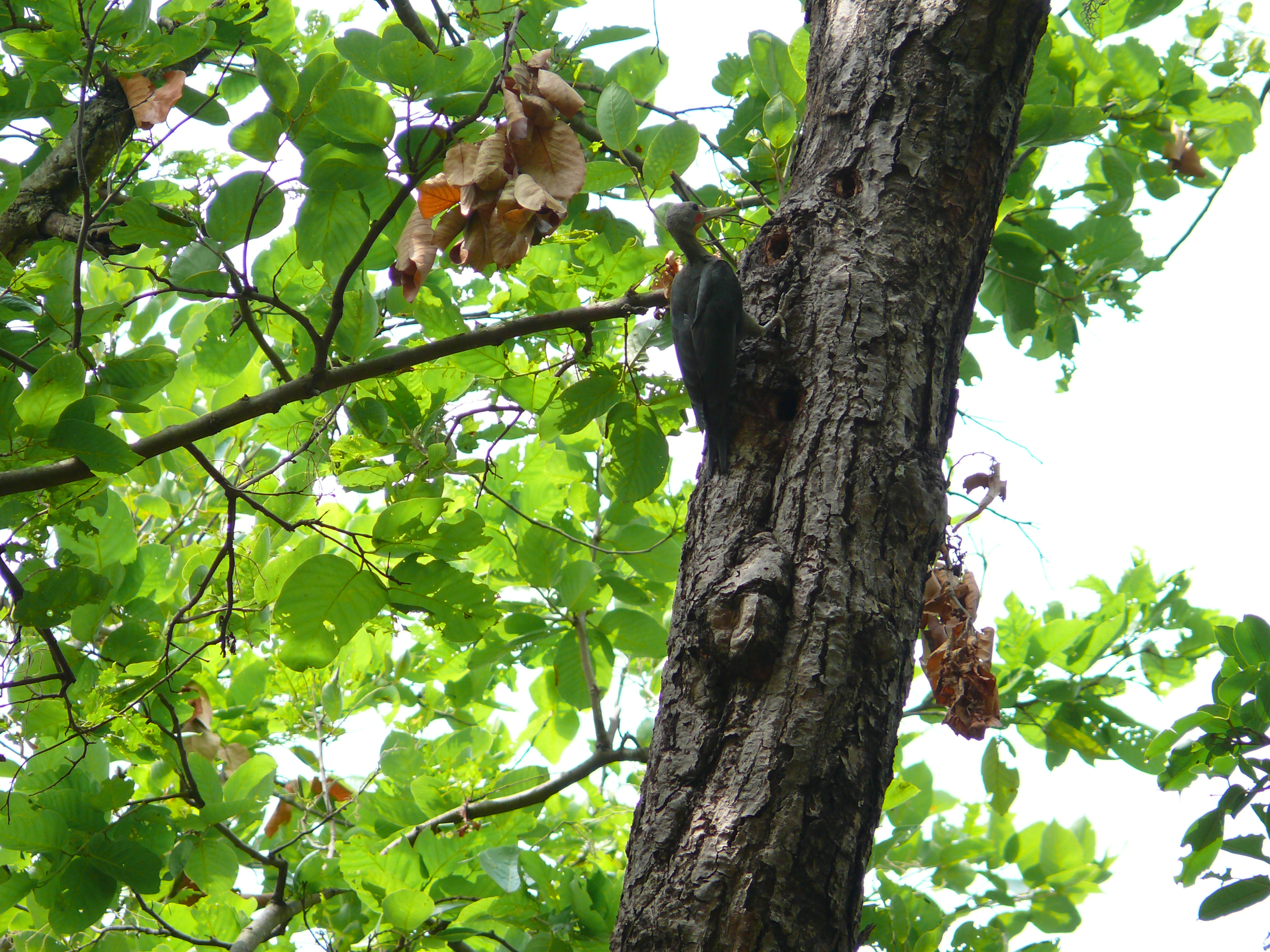
Een mannelijke poederspecht bij een nestholte in Uttarakhand, India

Net als de meeste spechten is de poederspecht monogaam, al roesten de partners in aparte boomholtes. Een koppel foerageert gezamenlijk en elke vogel wisselt regelmatig contactroepen uit met zijn partner. Ze verstevigen de onderlinge band met rituelen als hoofdschudden, korte hinnikende roepgeluiden en achtervolgingen met uitgestrekte vleugels en staart.
De nestholtes van de poederspecht zijn nog weinig bestudeerd. Ze worden gewoonlijk uitgehakt in grote bomen en zijn aangetroffen op hoogtes tussen de 9 en 45 meter. Beide vogels hakken het nest uit, maar doorgaans doet het mannetje het meeste werk. Het vlieggat heeft een doorsnede van ongeveer tien centimeter, maar de holte zelf is aanzienlijk wijder. Een koppel gebruikt alleen een nest van voorgaand jaar als een recent uitgehakt nest door derden wordt veroverd.
In Maleisië lijkt het broedseizoen van maart tot augustus te duren. Eén legsel bestaat meestal uit twee tot vier eieren, die door beide ouders worden uitgebroed. De nestlingen worden ook door beide ouders gevoerd. De jonge vogels blijven doorgaans tot het volgende broedseizoen bij hun ouders. Een aantal keer is waargenomen dat ze blijven om te helpen bij het grootbrengen van het volgende broedsel.

## Verspreiding en leefgebied

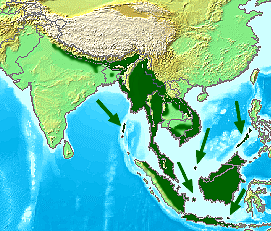
Verspreidingsgebied

De poederspecht is een standvogel in het oosten van Azië. De westelijke zijde van zijn verspreidingsgebied beslaat het noorden van het Indisch subcontinent, van Nepal tot Bhutan en Bangladesh, inclusief het noorden van India. In Zuidoost-Azië komt de poederspecht voor in Bhutan, Brunei, Cambodja, Indonesië (met uitzondering van het eiland Bali), Laos, Maleisië, Myanmar, de Filipijnen, Singapore, Thailand en Vietnam.

### Habitat
De poederspecht is een standvogel, maar trekt grote afstanden tussen zijn voedselterritoria. Hij komt voornamelijk voor in laaglanden, tot op een hoogte van 600 meter boven zeeniveau. Aan de hellingen van de Himalaya is de poederspecht aangetroffen tot op een hoogte van 2000 meter. Zijn leefgebied bestaat onder andere uit volgroeide tropische en subtropische regenwouden met voldoende open stukken. De poederspecht bezoekt ook secundaire wouden, moerassen, mangroven en cultuurlandschappen, zolang er maar genoeg grote bomen staan, het beboste gebied groot genoeg is en er weinig verstoring is.

### Beschermingsstatus
Voor zijn voedsel en voortplanting is de poederspecht afhankelijk van grote, oude bomen. In bossen met overdadige houtkap kan de achteruitgang daarom aanzienlijk zijn. In Myanmar, Cambodja en Indonesië, de landen met de grootste dichtheid poederspechten, verdwijnen oerbossen in een hoog tempo. Schattingen van de totale achteruitgang tussen 1993 en 2013 variëren van 30 tot 70 procent. De status van de poederspecht werd in 2010 als 'kwetsbaar' (VU of Vulnerable) geklasseerd op de Rode Lijst van de IUCN. In 2012 en 2016 is deze status niet gewijzigd.

## Taxonomie
De poederspecht werd in 1826 voor het eerst wetenschappelijk gepubliceerd door de Nederlandse zoöloog Coenraad Jacob Temminck. Er worden drie geografische ondersoorten onderscheiden:
- M. p. mohun: in Nepal en noordelijk en noordoostelijk India.
- M. p. harterti: van noordoostelijk India tot zuidwestelijk China, Indochina en noordelijk Maleisië.
- M. p. pulverulentus: zuidelijk Maleisië, Borneo, Sumatra, Java, Balabac en Palawan.

M. p. pulverulentus is de nominaatondersoort en heeft het donkerste verenkleed. M. p. harterti heeft een blekere keel en heeft soms een bijna witte buik.